# Piazza delle Cinque Scole
Piazza delle Cinque Scole är ett torg (piazza) i Rom, beläget i Rione Regola och Rione Sant'Angelo. Torgets namn syftar på Roms tidigare fem synagogor, vilka var belägna i en enda byggnad, ritad av Girolamo Rainaldi år 1628. De fem synagogorna var den nya (Scola Nova), den italienska (Scola del Tempio), den sicilianska (Scola Siciliana), den kastilianska (Scola Castigliana) och den katalanska (Scola Catalana).
Byggnaden med le Cinque Scole skadades svårt vid en eldsvåda i slutet av 1800-talet och revs senare. År 1904 invigdes en ny synagoga – Tempio Maggiore – några kvarter från le Cinque Scole.

## Bilder
| - Piazza delle Cinque Scole på en karta från år 2021. - Fontana di Piazza delle Cinque Scole. - Portalen till Santa Maria del Pianto. - San Tommaso ai Cenci. - Santa Maria del Carmelo. |

## Omgivningar
- Santa Maria del Pianto
- San Tommaso ai Cenci
- Santa Maria del Carmelo
- Scuole Ebraiche di Roma
- Palazzo della Cultura
- Palazzo Cenci
- Fontana di Piazza delle Cinque Scole
- Lorenzo Manilis hus
- Octavias portik
- The Secret Garden

## Kommunikationer
- Busshållplats Lungotevere De' Cenci – Roms bussnät, linjerna H n8